# محمد زهير خربوطلي
محمد زهير خربوطلي وزير الكهرباء السوري من مواليد دمشق 1960 .حاصل إجازة في الهندسة الكهربائية “قسم الطاقة” جامعة دمشق و شهادة من المعهد العالي لإدارة الأعمال هيبا بدورة اختصاصية حول إدارة الوقت.

## مناصبه السابقة
- رئيس محطة الإرسال الرئيسية في كهرباء ريف دمشق بين عامي 1992 و1994.

- رئيس دائرة التوتر المنخفض في مديرية التشغيل عام 1994 .

- تسيير أمور دائرة التوزيع والتنسيق عام 2003.

- تسيير أمور قسم كهرباء قدسيا عام 2005 .

- تسيير أمور مديرية التشغيل والاستثمار في الشركة العامة لكهرباء ريف دمشق عام 2005.

- مدير عام الشركة العامة لكهرباء ريف دمشق عام 2008 .